# レフコ・レヴツキー
レフコ・ミコライオヴィチ・レヴツキー（Levko Mykolaiovych Revutsky ; 1889年2月20日（ユリウス暦 2月8日） – 1977年3月30日）は、ソヴィエトとウクライナの作曲家、教育者、公人である。
リセンコ音楽研究所での彼のたくさんの教え子の中には、アルカディ・フィリペンコやヴァレンティン・シルヴェストロフがいる。

## 生涯

### 幼少期と教育
レフコ・ミコライオヴィチ・レヴツキーは1889年2月20日（ユリウス暦2月8日）に、ウクライナのポルタヴァ県（現在のチェルニーヒウ州）プルィルークィ郡イチーニャ地区にある、田舎の学校の理事の家庭に生まれた。未来の作曲家の両親は、教養が高かった。とても幼いころから彼に音楽の才能がみられたので、母親はレヴツキーが5歳になる前からピアノを教えた。10歳までに彼は即興の才能を見せ、絶対音感もあったので、「音叉」というあだ名をつけられた。
1903年、両親はレヴツキーをキーウのゴットリーブ・ヴァルカー・ギムナジウムに送り、同時にミコラ・トゥマノフスキー音楽学校に入れ、そこで彼はミコラ・リセンコに師事しフォルテピアノを学んだ。レヴツキーは後に、「リセンコは私にとって、最初の芸術的理想の手本だった」と語っている。
1907年にギムナジウムを卒業すると、彼はキーウ大学の物理数学部に入学した。1908年には法学部にも入り、同時にロシア音楽協会の運営するキーウ音楽学校でピアノの授業を再開した。彼はモスクワとサンクトペテルブルクを訪れ、劇場とコンサートに通い大きな影響を受けた。
学校の初級課程の3年間でレヴツキーは非常に成功を収めた。1911年にはG・ホドロフスキーの上級クラスに進み、1911年から1913年は音楽学校で、その後は新たに開校したキーウ音楽院で学んだ。音楽院ではピアノのクラスと共に、レインゴリト・グリエールの作曲クラスにも通い始めた。彼は大学の勉強も続けた。
この時期に、ピアノソナタハ短調の第1部、交響曲第1番のスケッチ、前奏曲作品4が作曲された。レヴツキーは1916年に大学と音楽院を卒業し、第一次世界大戦に従軍した。

### 卒業後の業績
1918年に復員すると、レヴツキーはプルィルークィに移り住んだ。1924年には、リセンコ音楽演劇研究所の教師としてキーウに招かれた。この時から彼は教育に専念し、最初は教師として、そして音楽理論、演奏、作曲の教授として活躍した。
1930年代にレヴツキーは作曲家として大いに活動した。さらに、彼独自の音楽教育体系を作り上げた。彼の芸術分野での功績に対し、1942年にウクライナ・ソビエト人民芸術家の称号が、1944年にはソ連人民芸術家の称号が贈られた。戦後の時期に彼は共和国の芸術文化生活の再建に尽力した。1944年から1948年まで、ウクライナ作曲家連合の代表を務めた。彼はまたウクライナ・ソビエト社会主義共和国最高会議の議員から数々の会議に選出された。
1950年、彼はミコラ・リセンコの作品を編纂し出版する膨大な仕事に手を付けた。1969年2月、彼の80歳の誕生日と創作活動への功績を讃え、社会主義労働英雄の称号が贈られた。彼は1977年3月30日にキーウで没し、バイコウェ墓地に葬られている。

### 遺産
レフコ・レヴツキーの創作遺産は、生まれ故郷のウクライナで高く評価されており、そこでは彼の声楽と管弦楽への貢献が音楽遺産の重要な部分と考えられている。イレーナ・リマ・マカリュクとヴィルラナ・トカチによると、レヴツキーはリセンコとマイコラ・レオントーヴィッチュの美学を継承し発展させたと考えられている。
交響曲第2番とピアノ協奏曲を含む彼の多くの作品は、ウクライナの様々なジャンルの作品のなかで、初期の熟成期を代表したものと言われている。レヴツキーはまた、ウクライナ民謡の編曲にも重要な貢献をしている。彼はおよそ120曲を作曲した。
ウクライナ以外では、レヴツキーはあまり知られていない。マリーナ・フロロヴァ=ウォーカーは彼の交響曲第2番が「ロシア5人組以降」の様式だと評している。
[それは] オリジナリティには欠けるが、極めて完成度が高く魅力的だ。大部分は1920年代半ばに作曲されているが、1940年に演奏用に改訂されている（まるで1890年代に作曲されたような響きだ）。
1941年のスターリン賞候補者指名では、当初あげられていたセルゲイ・プロコフィエフのカンタータ「アレクサンドル・ネフスキー」が、レヴツキーの交響曲第2番に変更された。ソビエト連邦文化省長官ミハイル・クラプチェンコの文書によると、この変更はロシア以外のソビエト共和国からの代表が少ないのを補うためだった。

## 栄誉
- 労働赤旗勲章（1938年、1946年、1951年、1960年）
- Honored Art Worker of the Ukrainian SSR (1941)
- スターリン賞第2席（1941年） – 交響曲第2番により
- ウクライナ・ソビエト人民芸術家（英語版）（1942年）
- ソ連人民芸術家（1944年）
- レーニン勲章（1949年、1953年、1967年、1969年）
- シェフチェンコ・ウクライナ国家賞（1966年）
- 社会主義労働英雄（1969年）
- 1941年-1945年大祖国戦争勇敢労働記章（英語版）

## 作品

### 管弦楽曲
- Symphony No. 1 in A major opus 3 (1916–1921, revised 1957)
- Symphony No. 2 in E major opus 12 (1926–1927, revised 1940 and 1970)
- Kozachok (Ukrainian folk dance) for orchestra (1929)
- Piano Concerto in F major (1929)
- Piano Concerto No. 2 in F major, Op. 18 (1934)

### ピアノ曲
- Piano Sonata Allegro in B minor opus 1 (1912)
- Three Preludes for piano opus 4 (1914)
- Two Preludes for piano opus 7
- Two Preludes for piano opus 11 (1924)
- Two Pieces for piano opus 17 (1929)

### 声楽曲
- "The Whole Year" for soloists, chorus and piano (lyrics by Oleksandr Oles) opus 5 (1923)
- Khustyna, cantata (lyrics T. Shevchenko) for soloists, chorus and piano (1923)
- Sonechko, folksong-arrangements for voice and piano (1925)
- Cossack-Songs, folksong-arrangements for voice and piano (1926)
- Galician Songs, folksong-arrangements for voice and piano opus 14 (1926–1927)
- Monologue of Taras Bulba for bass and orchestra (lyrics by Maksym Rylsky) (1936)
- Festive Song for chorus and orchestra (lyrics by Maksym Rylsky) (1949)
- Song-Ode, vocal-symphonic poem (1957)

### 管弦楽編曲
- Orchestration (re-arrangement and editing of opera and additional composition of overture) of Mykola Lysenko's opera Taras Bulba (with Borys Lyatoshynsky)
- Piano concerto by Viktor Kosenko

### 室内楽曲
- Intermezzo for violin and piano
- Sonata for cello
- ballade for cello and piano (1933)
- incidental music
- film music